# Matilda, de Roald Dahl: el musical
Roald Dahl's Matilda the Musical  (o simplemente conocida como Matilda) es una película de fantasía musical estadounidense-británica-canadiense dirigida por Matthew Warchus, escrita por Dennis Kelly y basada en la novela infantil de 1988 del mismo nombre de Roald Dahl y la adaptación musical de 2010 del libro y producida por TriStar Pictures. También es la segunda adaptación cinematográfica del libro, después de la adaptación cinematográfica de 1996 dirigida y coprotagonizada por Danny DeVito.
En el Reino Unido e Irlanda, fue estrenada en cines el 25 de noviembre de 2022 de la mano de Sony Pictures Releasing. En los Estados Unidos, Canadá y Australia, fue estrenada en Netflix el 9 de diciembre de 2022, y fue estrenada globalmente en la plataforma el 25 de diciembre de 2022.

## Sinopsis
Una niña prodigio maltratada asiste a una escuela dirigida por una directora abusiva y encuentra un espíritu afín en su maestra, la señorita Honey.

## Reparto
- Alisha Weir como Matilda Wormwood
- Lashana Lynch como Jennifer Honey
- Emma Thompson como Agatha Trunchbull
- Stephen Graham como Harry Wormwood
- Andrea Riseborough como Zinnia Wormwood
- Sindhu Vee como la Sra. Phelps
- Lauren Alexandra como la acróbata
- Carl Spencer como Magnus, el escapista
- Rudy Gibson como alumno
- Maisie Mardle como alumno
- Mackenzie Brewster como alumno

## Producción

### Desarrollo
En junio de 2006 Tim Minchin dijo que se estaba desarrollando una adaptación cinematográfica de Matilda the Musical, basada en la novela Matilda de Roald Dahl, que comento que «probablemente se realizará en los próximos 4 o 5 años». Mara Wilson, quien anteriormente protagonizó la adaptación cinematográfica de la novela en 1996, expresó interés en hacer un cameo en la película. El 15 de noviembre de 2013, se informó que Matthew Warchus y Dennis Kelly, quienes fueron el director y escritor, respectivamente, del musical original, regresarán para la película. El 27 de noviembre de 2018, se reveló que Netflix adaptaría Matilda como una serie animada, que formará parte de una «serie de eventos animados» junto con otros libros de Roald Dahl como The BFG, The Twits y Charlie and the Chocolate Factory. En noviembre de 2019, Danny DeVito dijo que "siempre quiso" desarrollar una secuela de Matilda, comentando que una posible secuela podría estar protagonizada por el propio hijo de Matilda, debido a que Wilson creció después del estreno de la película. El 28 de enero de 2020, se informó que Working Title Films producirá la película, mientras que Netflix distribuirá la película por streaming, y Sony Pictures Releasing, que anteriormente distribuyó la película de 1996 a través de su marca TriStar Pictures, se encargará de los videos domésticos y de cine. exclusivamente en el Reino Unido a través del mismo banner. También se confirmó que Warchus y Kelly estaban involucrados en el proyecto. Ellen Kane, quien trabajó con el coreógrafo Peter Darling en la producción teatral, coreografiará la película.

### Casting
El 4 de mayo de 2020, Ralph Fiennes fue elegido como Agatha Trunchbull. Pero el 14 de enero de 2021, se anunció que Emma Thompson interpretará al personaje en su lugar, con confirmaciones adicionales de que Lashana Lynch fue elegida como Jennifer Honey y Alisha Weir fue elegida para el papel principal, después de dar lo que Warchus llamó "una audición inolvidable". Más de 200 niños fueron elegidos como el resto del alumnado de Crunchem Hall. En abril de 2021 se anunció que Stephen Graham, Andrea Riseborough y Sindhu Vee se unirían al elenco como Harry Wormwood, Zinnia Wormwood y Sra. Phelps respectivamente.

### Rodaje
Estaba programada para realizarse entre agosto y diciembre de 2020 en Shepperton Studios, pero se pospuso hasta la primavera de 2021 debido a la pandemia de COVID-19. Su fotografía principal comenzó la el 3 de mayo de 2021 en Irlanda.

### Música
El 15 de noviembre de 2013, Tim Minchin, quien anteriormente escribió canciones para el musical, estaba en conversaciones para crear nuevas canciones para esta película, y en 2020, se confirmó que lo haría.

## Lanzamiento
En el Reino Unido, Sony Pictures Releasing estrenó la película en cines a través de su marca TriStar Pictures el 25 de noviembre de 2022. Sony también distribuirá el comunicado de prensa doméstico de la película en el Reino Unido. Globalmente fue estrenada en el servicio de streaming Netflix en diciembre de 2022.

### Marketing
El tráiler se lanzó el 15 de junio de 2022.